# Benedetto Cotrugli
Benedetto Cotrugli (també Benedikt "Beno" Kotruljević, 1416, Dubrovnik - 1469, Aquila), mercader, economista, científic, diplomàtic i humanista. Procedia d'una família de mercaders de Cattaro encara que va néixer a Ragusa en aquells moments sota influència veneciana, com mercader va recórrer tot el Mediterrani: A Sicília i el Magreb (1440), a Catalunya (1444 - 1446) comerciant amb llana de Tortosa.
El 1451 es va traslladar com diplomàtic al Regne de Nàpols, passant 15 anys a la cort d'Alfons el Magnànim, on va ser el mestre de la seca de Nàpols i va poder instruir-se en temes humanistes. Curiosament no va acabar el manuscrit fins un mes després de la mort del rei, ja que el va datar el 25 d'agost de 1458. Va morir exercint el càrrec de mestre de la seca d'Aquila (Regne de Nàpols).

## Doble entrada
La còpia més antiga existent del manuscrit de Kotruljević Llibre de l'art de la Mercatura  (Llibre  sobre l'art de Comerç ) es conserva a la Biblioteca Nacional de Malta i està datada el 1475, encara que el manuscrit original va ser datat el 1458. El text del  manuscrit de 1458  va seguit per un apèndix que conté un inventari i moltes entrades de diari. És 36 anys anterior a "la descripció" del modern sistema de doble entrada feta per Luca Pacioli a la Summa de Arithmetica el 1494, reconeguda erròniament a tot el món com "la invenció" de la "doble partida".
Cotrugli va acabar també el dia 17 de març del 1484 el segon manuscrit de la seva obra “"Della mercatura et del mercante perfetto" – 10 anys abans de l'obra de Paccioli – el manuscrit es troba avui dia a la Biblioteca nacional de Florència.

## De navigatione

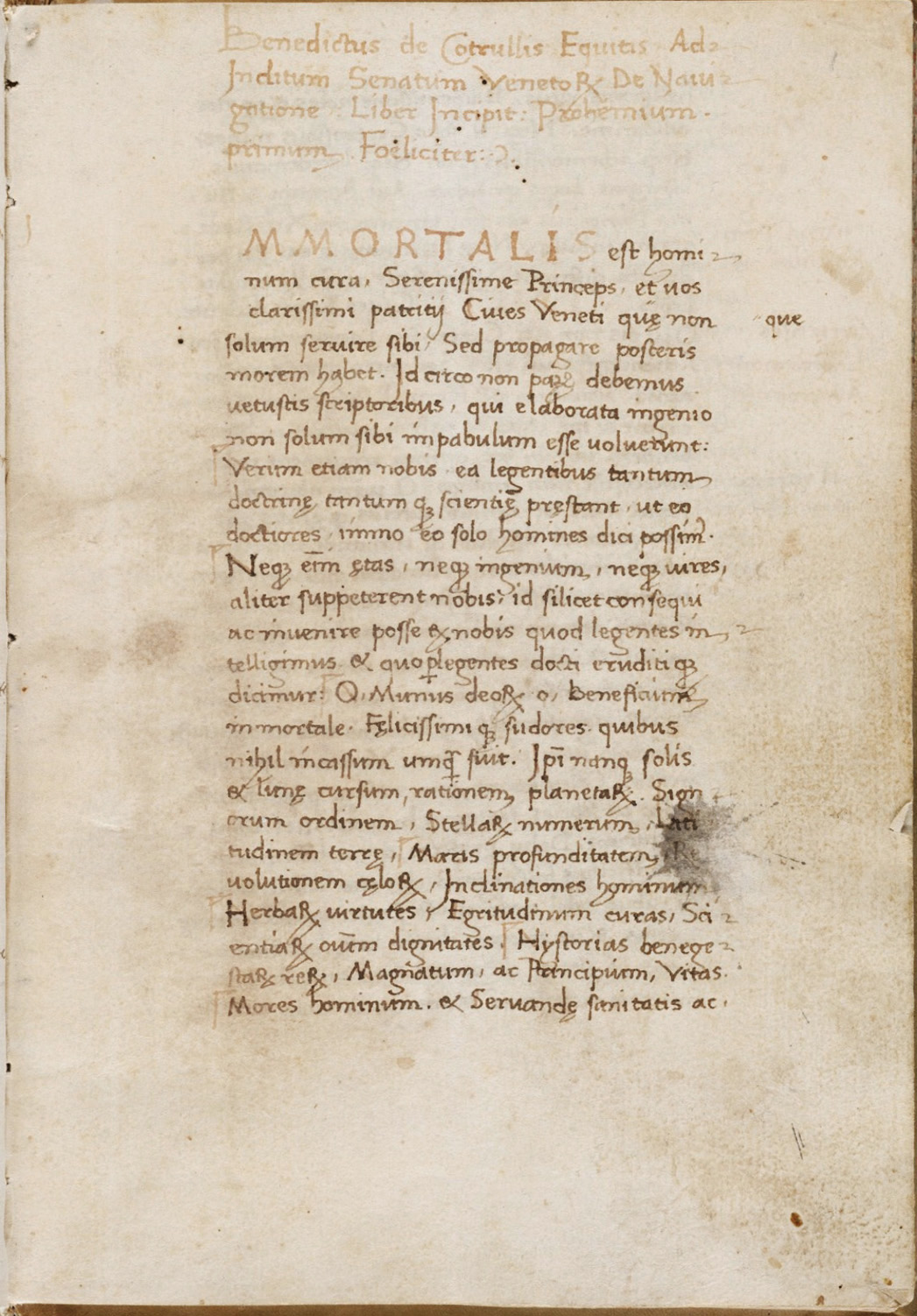
'De Navigatione Liber' 1464.

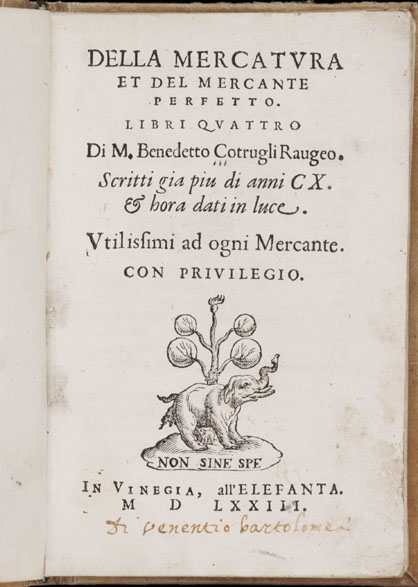
"Della Mercatura", edició de 1573.

Benedetto Cotrugli fou autor d'un llibre de navegació (“De navigatione”; Nàpols 1464) que no es va arribar a publicar, però que es conserva en forma de manuscrit. Es tracta d'una obra que pot consultar-se en una transcripció digitalitzada a cura de Piero Falchetta . També el manuscrit original pot llegir-se de franc (Manuscrit Beinecke MS 557, Yale University Library, Beinecke Rare Book and Manuscript Library).
Es tracta d'una obra molt important que cal situar amb altres de la seva època, especialment amb les de Michele de Rodes i Zorzi Trombetta de Modon. No pot comparar-se amb obres catalanes anteriors perdudes (Ramon Llull, Ars Navigandi; Llibre sobre les naus; Llibre sobre la carta de navegar).
Els continguts del tractat són diversos i variats:
- Parla de les nacions més importants en la navegació de l'època: Venecians, genovesos i catalans
- Dels mestres de les galeres que eren els catalans, amb una armada permanent
- Dels diversos oficis dels tripulants d'un vaixell
- Dels ports i perills de la navegació
- De la necessitat de pilots locals (pràctics)
- D'una “nova” vela dels genovesos (potser una mena de cangrea)
- De la carta de navegar (i de marcar amb cera la situació de la nau sobre la carta)
- De diversos instruments: brúixola, ampolleta, escandall
- De diferents tipus de vaixells: naus, caravel·les, barcosi…

El manuscrit que es conserva és una còpia de l'original. Amb algun error de còpia que indica manca de coneixements sobre el tema per part del copista. El tractat original probablement escrit a instàncies d'Alfons el Magnànim, es va acabar després de la mort del rei. Cal no oblidar que altres obres importants (Llibre de Menescalia, Llibre del coch i Flos del tresor de beutat) dedicades al Magnànim foren escrites en català.